# Ismaele (nome)
Ismaele  è un nome proprio di persona italiano maschile.

## Varianti
- Maschili: Ismael[2]
- Femminili: Ismaela[2]

### Varianti in altre lingue
- Albanese: Ismail[1]
- Arabo: إسماعيل (Esmail, Ismaeel, Isma'il, Ismail)[1][2][3][5][6]
- Avaro: ИсмагӀил (Ismaⱨil)[1]
- Azero: İsmayıl[1]
- Bengalese: ইসমাইল (Ismail)[1]
- Catalano: Ismael[7]
- Ceceno: Исмаил (Ismail)[1]
- Ebraico: יִשְׁמָעֵאל (Yishmaʿel)[1][2][3]
- Finlandese: Ismo[1]
- Francese: Ismaël[1]
- Greco biblico: Ἰσμαήλ (Ismael)[1][2]
- Inglese: Ishmael[1][5][8], Ismael[5]
- Indonesiano: Ismail[1]
- Kazako: Ысмайыл (Ysmaiyl)[1]
- Kirghiso: Исмаил (Ismail)[1]
- Latino ecclesiastico: Ismahel[1], Ismael[2]
- Maldiviano:  އިސްމާއިލް (Ismail)[1]
- Malese: Ismail[1]
- Persiano: اسماعیل (Esmail, Esmaeel, Esmaeil)[1]
- Polacco: Izmael
- Portoghese: Ismael[1]
- Spagnolo: Ismael[1][7]
- Tagico: Исмоил (Ismoil)[1]
- Turco: İsmail[1]
- Uiguro: ئىسمائىل (Ismail)[1]
- Urdu: اسماعیل (Ismail)[1]
- Uzbeko: Исмоил (Ismoil)[1]

## Origine e diffusione

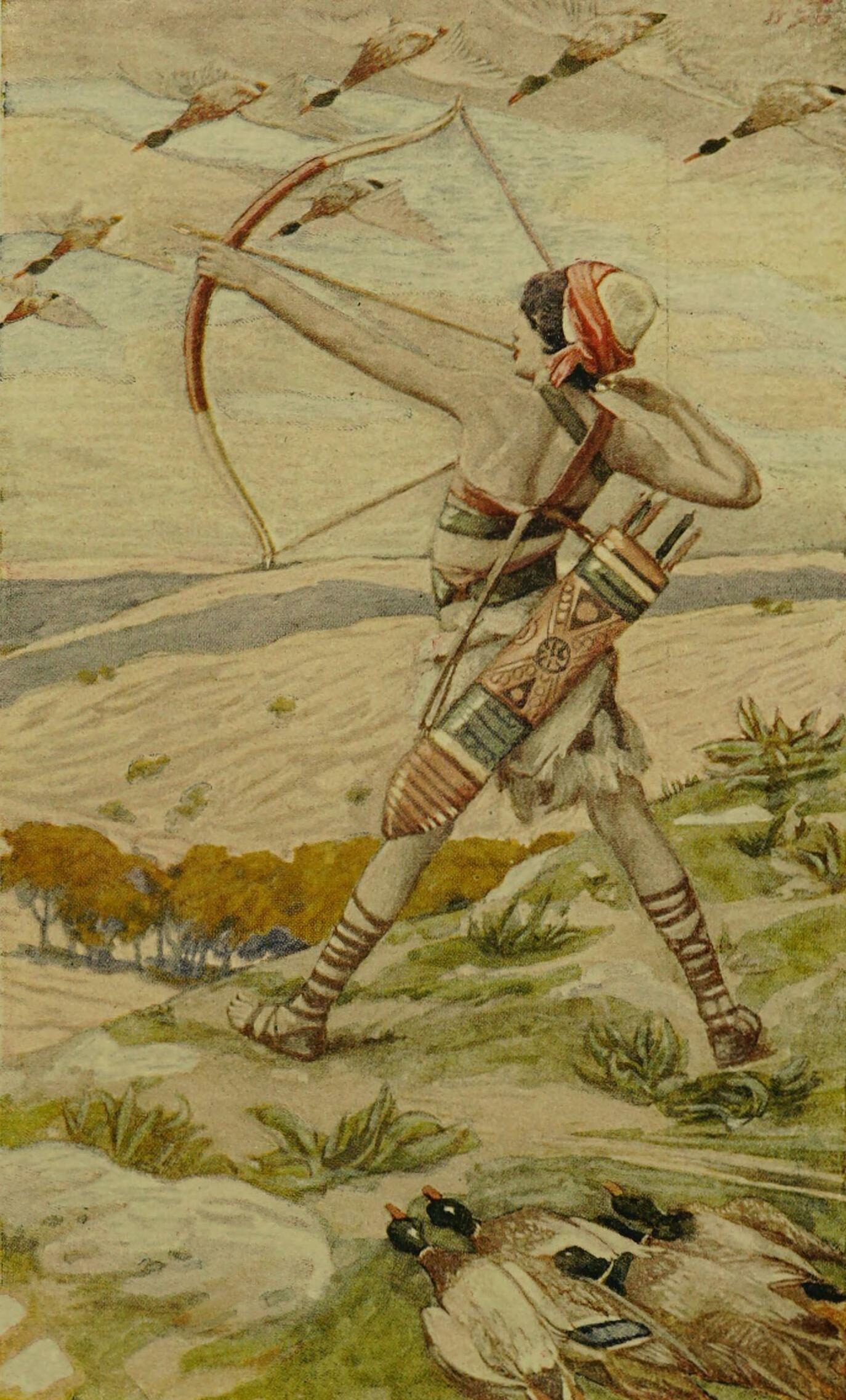
Ismaele in un'illustrazione di James Tissot

Deriva dall'ebraico יִשְׁמָעֵאל (Yishma'el), composto da yishma (imperfetto di shama, "ascoltare") ed El ("Dio"); il significato è quindi interpretabile con "Dio ascolta", "Dio ascolterà", "che Dio ascolti", o "Dio ha ascoltato/esaudito".
È un nome di tradizione biblica, portato nell'Antico Testamento da Ismaele, il figlio che Abramo ebbe dalla schiava Agar, esiliato nel deserto con sua madre dopo la nascita di Isacco; egli è tradizionalmente considerato il progenitore degli arabi, presso i quali è venerato come profeta. In ambito letterario, il nome venne usato da Herman Melville per il narratore del suo celebre romanzo del 1851 Moby Dick, il cui testo inizia proprio con la frase "Chiamatemi Ismaele".
In Italia il nome è assai raro, spesso tipico delle comunità ebraiche; negli anni 1970, se ne contavano circa 750 occorrenze, varianti incluse, sparse al Centro-Nord.

## Onomastico
L'onomastico si può festeggiare il 16 giugno di sant'Ismael o Isfael, figlio di Budic II di Bretagna e vescovo di Menevia, oppure il 17 giugno in onore di sant'Ismaele, martire a Calcedonia con altri compagni sotto Giuliano. Con questo nome la Chiesa cattolica ricorda anche tre beati fra i martiri della guerra civile spagnola.

## Persone
- Ismaele Di Nisio, generale italiano
- Ismaele Voltolini, tenore italiano

### Variante Ismael

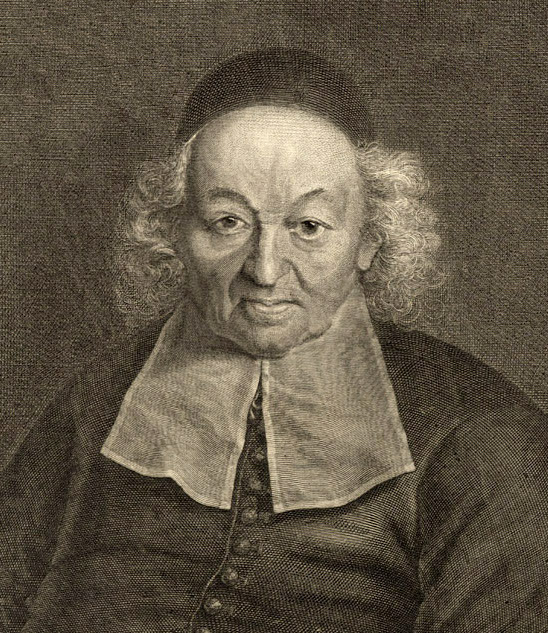
Ismael Bullialdus

- Ismael Bullialdus, astronomo e presbitero francese
- Ismael Cruz Córdova, attore portoricano
- Ismael Diawara, calciatore svedese naturalizzato maliano
- Ismael Montes, politico e generale boliviano
- Ismael Nery, pittore brasiliano
- Ismael Rodríguez, regista, sceneggiatore e attore messicano
- Ismael Serrano, cantautore spagnolo

### Variante Ismaël

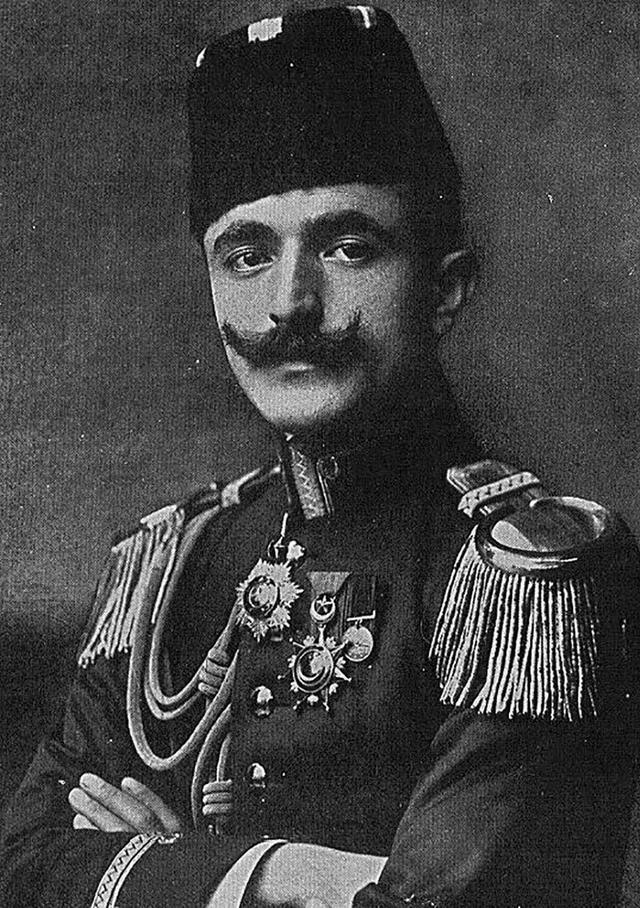
Ismail Enver

- Ismaël Bennacer, calciatore francese naturalizzato algerino
- Ismaël Ferroukhi, regista marocchino naturalizzato francese
- Ismaël Koné, calciatore canadese
- Ismaël Lô, cantautore e musicista senegalese

### Variante Ismail

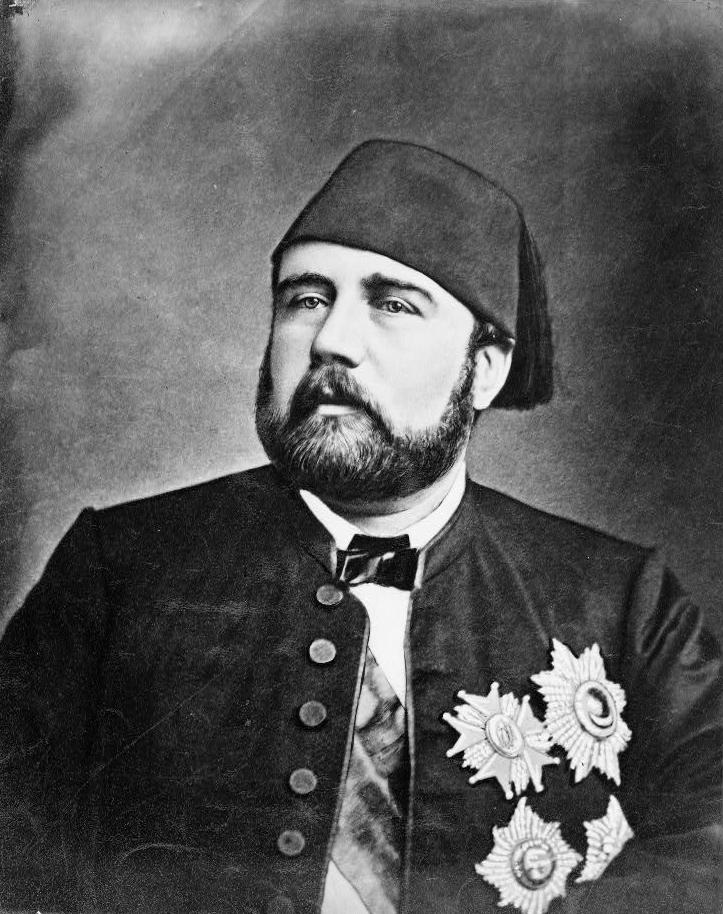
Isma'il Pascià

- Ismail al-Faruqi, filosofo palestinese naturalizzato statunitense
- Ismail Chirine, militare, diplomatico e politico egiziano
- Ismail Enver, generale e politico ottomano
- Ismail Omar Guelleh, politico gibutiano
- Ismail Kadare, scrittore, poeta, saggista e sceneggiatore albanese
- Ismail Merchant, produttore cinematografico e regista indiano
- Ismail Nasiruddin, sultano di Terengganu
- Ismail Qemali, politico albanese
- Ismail Sabri Yaakob, politico malese

### Variante Isma'il
- Isma'il I, emiro persiano

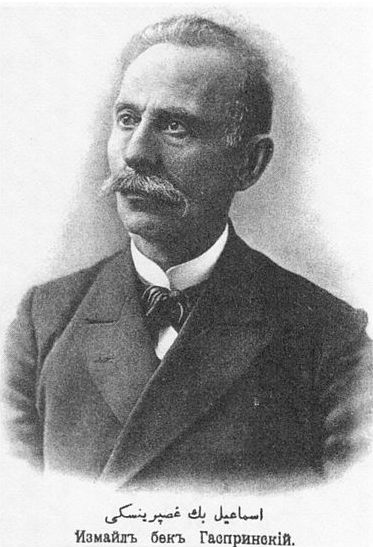
İsmail Gaspıralı

- Isma'il al-Azhari, politico sudanese
- Isma'il Haniyeh, politico palestinese
- Isma'il Hedfi Madani, mistico tunisino
- Isma'il Pascià, chedivè d'Egitto
- Isma'il Sidqi, politico egiziano

### Altre varianti
- Ismaïl Aissati, calciatore e allenatore di calcio olandese naturalizzato marocchino
- İsmail Gaspıralı, letterato, editore, politico e educatore tataro
- İsmail Hakkı Bey, musicista e compositore ottomano
- Esmail Qaani, generale iraniano
- Ishmael Reed, poeta, saggista e scrittore statunitense

## Il nome nelle arti
- Ismaele è la voce narrante del romanzo di Herman Melville del 1851 Moby Dick.